# Rachel Hayward
Rachel Hayward (* 7. August 1968 in Toronto) ist eine kanadische Filmschauspielerin.

## Leben
Rachel Hayward ist seit Anfang der 1990er Jahre regelmäßig als Schauspielerin tätig. So spielte sie ab 1999 als „Florence“ in der Action-Serie Virtual Reality – Kampf ums Überleben oder 2002 als Pilotin „Reece Robbins“ in Auf Todeskurs: Flugzeug außer Kontrolle. Ab 2003 spielte sie „Valerie Warner“ in der Science-Fiction-Serie Jake 2.0. 2015 hatte sie die Hauptrolle der Entführerin „Martha Dixel“ im TV-Drama Stolen Daughter.

## Filmografie (Auswahl)
- 1992–1993: Northwood (Fernsehserie, 8 Folgen)
- 1993: Der Seewolf (The Sea Wolf)
- 1999–2000: Virtual Reality – Kampf ums Überleben (Harsh Realm, Fernsehserie, 7 Folgen)
- 2002: Auf Todeskurs: Flugzeug außer Kontrolle (Cabin Pressure)
- 2003–2004: Jake 2.0 (Fernsehserie, 5 Folgen)
- 2007: Chaos unterm Weihnachtsbaum (Christmas in Wonderland)
- 2008: The Art of War II: Der Verrat (The Art of War II: Betrayal)
- 2014: Versprochen ist versprochen 2 (Jingle All the Way 2)
- 2015: Stolen Daughter
- 2017: Wunder (Wonder)
- 2019: Made for You with Love